# Condado de Wilkes (Carolina do Norte)
O Condado de Wilkes é um dos 100 condados do estado americano da Carolina do Norte. A sede do condado é Wilkesboro, e sua maior cidade é Wilkesboro. O condado possui uma área de 1 968 km² (dos quais 7 km² estão cobertos por água), uma população de 65 632 habitantes, e uma densidade populacional de 33 hab/km² (segundo o censo nacional de 2000). O condado foi fundado em 1799.